# Бэляну, Эмануил
Эмануи́л Бэля́ну (рум. Emanoil Băleanu, также известен как Manole, Manoil, Manuil и Manolache Băleanu; 1794—1862) — молдавский политик и государственный деятель, каймакам Валахии в 1858—1859 годах.

## Биография
Родился в 1794 году в знатной боярской семье, происходящей из Басарабов. Был сыном Grigore III Băleanu (1770—1842) и его жены Марии, урождённой Brâncoveanu (?—1837). Бабушка Эмануила по материнской линии происходила из рода Стурдза.
Первоначальное образование получил дома у учителя-грека Киркиреу (Kirkireu), который познакомил его с фанариотами. Историк Раду Круцеску (Radu Crutzescu) полагает, что политический рост Эмануила был в значительной степени обязан его родству с двумя семьями — Văcărescu и Soutzos.

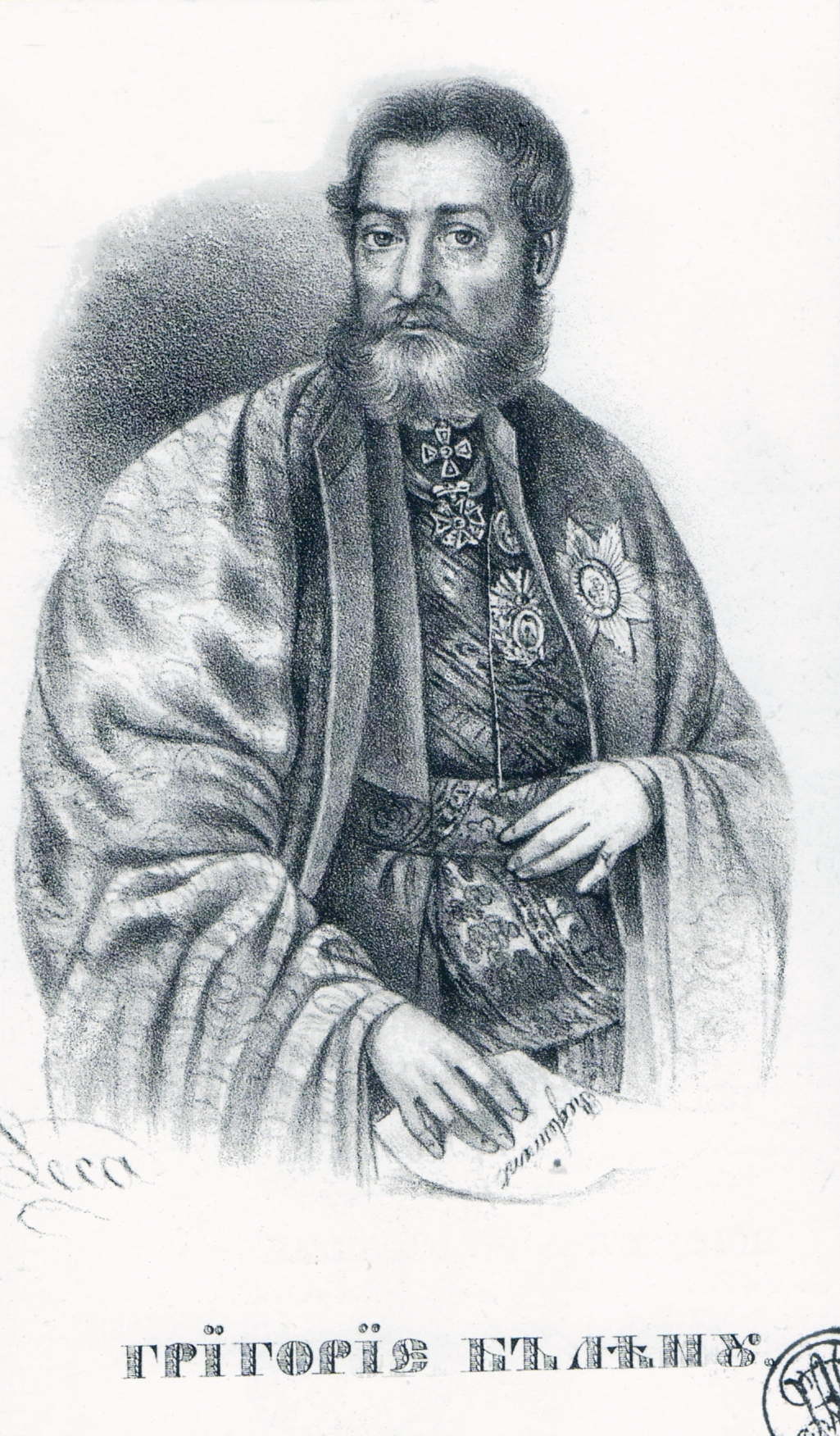
Отец Эмануила Бэляну

В 1830 году, после того, как Валахия и Молдавия оказались под властью Российской империи, Эмануил Бэляну отказался от османских регалий и турецкой одежды. Вошел в состав восстановленных валахских вооруженных сил и автоматически, из-за боярского происхождения, получил звание полковника. Сначала он был назначен командиром 1-го пехотного полка в Крайове, служа под началом русских командиров. Затем в 1831 году был расквартирован в Бухаресте (в это время Валахия была поражена второй пандемией холеры). Его отец в этот период занимался политической деятельностью: отец сторонником консерватизма, Эмануил симпатизировал валашскому либерализму. Эмануил Бэляну поднялся на высокий гражданский пост в 1831 году, став гетманом Валахии; одновременно на выборах 1831 года он получил место в Национальном собрании. Вместе с другими политиками возглавлял в нём либеральную фракцию, иногда именуемую Национальной партией. После выборов 1836 года, его отец занял пост главного министра, а Эмануил сохранил за собой место в Национальном собрании.
К 1838 году Бэляну стал членом совета Финансовой ассамблеи, в 1839 год он был назначен министром юстиции, или Великим логофетом, впоследствии став министром внутренних дел, будучи ворником, в 1840 году назначен одним из попечителей школ Валахии. 29 января 1841 года, за неуважительные заявления в ассамблее, Эмануил Бэляну был отправлен во внутреннюю ссылку (по разным источникам в Ширну или Болинтин-Вале). 29 июня 1843 года Бэляну вошел в княжеский кабинет в качестве статс-секретаря, будучи постельником. В последующие году активно занимался государственными делами.
В начале июня 1848 года в Валахии произошла либеральная революция, которая сначала ограничила авторитарное правление Георгия Бибеску, а затем свергла его. После отречения Бибеску бояре избрали Бэляну в Правление временного правительства вместе с другими деятелями Валахии. Правление проработало по 13 сентября 1848 года, когда началась турецко-русская оккупация Валахии. 24 августа 1850 года руководящий Валахией Барбу Штирбей назначил Бэляну министром внутренних дел в кабинете «родственников и близких друзей»; он также вернулся в качестве председателя Ассамблеи. Затем снова последовали русская и турецкая оккупация Валахии, во время которой Эмануил Бэляну оставался при государственных делах.
После австрийской оккупации и её военной администрации, к правлению Валахией в октябре 1854 года вернулся Барбу Штирбей в качестве австрийского протеже, создав новый кабинет, в который тоже вернулся Эмануил Бэляну. Господарь Валахии Барбу Штирбей окончательно ушел в отставку 25 июня 1856 года. В октябре 1858 года Эмануил Бэляну, а также Иоан Ману и Иоанн Александр Филипеску были официально назначены каймаками Валахии и находились в этой должности по февраль 1859 года. Это была высшая государственная должность занимаемая Бэляну.
Умер в 1862 году и был похоронен в Bolintin-Deal, ныне коммуна в жудеце Джурджу, область Мунтения, Румыния.

### Семья
Эмануил Бэляну был трижды женат. Первая жена — Катинька Суцос, родилась в 1798 году, умерла в 1820 году при родах через год после замужества. Во второй раз женился в 1832 году на Алине Багратион (Alina Bagration) — дочери русского офицера из рода Багратиони. Развёлся в 1836 году из-за её романа с русским военным Павлом Киселёвым, с которым уехала в Россию. На третьей жене — Елене (Султане) Бэлэчану (1820—1865) женился в 1845 году.
У него были дети: сыновья Эмануил (род. 1854) и Георгий (род. 1840), а также дочери Мария (род. 1847) и Елена (род. 1846).